# Тусон (Аризона)
Ту́сон (англ. Tucson [ˈtuːsɒn, tuːˈsɒn]) — місто (англ. city) в США, в окрузі Піма штату Аризона, адміністративний центр цього округу. Населення — 542 629 осіб (2020).

## Географія
Тусон розташований за координатами 32°9′15″ пн. ш. 110°52′16″ зх. д. / 32.15417° пн. ш. 110.87111° зх. д. (32.154289, -110.871062). За даними Бюро перепису населення США, у 2010 році місто мало площу 588,02 км², з яких 587,17 км² — суходіл та 0,84 км² — водойми.
Місто розташоване за 188 км на південний схід від столиці штату міста Фінікс та за 98 км від кордону з Мексикою.

### Клімат
Місто розташоване в зоні, котра характеризується кліматом напівпустель. Найтепліший місяць — липень із середньою температурою 30.6 °C (87 °F). Найхолодніший місяць — грудень із середньою температурою 11.1 °С (51.9 °F).
| Клімат Тусона           | Клімат Тусона | Клімат Тусона | Клімат Тусона | Клімат Тусона | Клімат Тусона | Клімат Тусона | Клімат Тусона | Клімат Тусона | Клімат Тусона | Клімат Тусона | Клімат Тусона | Клімат Тусона | Клімат Тусона |
| Показник                | Січ.          | Лют.          | Бер.          | Квіт.         | Трав.         | Черв.         | Лип.          | Серп.         | Вер.          | Жовт.         | Лист.         | Груд.         | Рік           |
| Абсолютний максимум, °C | 30,6          | 33,3          | 37,2          | 40            | 42,8          | 47,2          | 45,6          | 44,4          | 41,7          | 38,9          | 33,9          | 28,9          | 47,2          |
| Середній максимум, °C   | 18,6          | 20,3          | 23,4          | 27,8          | 33,1          | 37,9          | 37,6          | 36,3          | 34,7          | 29,3          | 23,1          | 18,2          | 28,4          |
| Середня температура, °C | 11,4          | 12,9          | 15,6          | 19,4          | 24,4          | 29,3          | 30,6          | 29,6          | 27,6          | 21,7          | 15,4          | 11,1          | 20,8          |
| Середній мінімум, °C    | 4,3           | 5,7           | 7,9           | 11,1          | 15,8          | 20,7          | 23,6          | 22,9          | 20,3          | 14,1          | 7,8           | 3,9           | 13,2          |
| Абсолютний мінімум, °C  | −8,9          | −7,8          | −6,7          | −2,8          | 3,3           | 8,3           | 15            | 16,1          | 6,7           | −3,3          | −5            | −8,9          | −8,9          |
| Норма опадів, мм        | 22.9          | 22.9          | 17.8          | 7.6           | 5.1           | 5.1           | 58.4          | 61            | 33            | 22.9          | 15.2          | 22.9          | 294.6         |
| Днів з опадами          | 4,9           | 4,1           | 3,9           | 2             | 1,8           | 1,7           | 9,8           | 9,7           | 4,4           | 3,2           | 2,7           | 4,7           | 52,9          |
| Днів з дощем            | 5             | 4             | 4             | 2             | 2             | 2             | 10            | 9             | 5             | 3             | 3             | 5             | 53            |
| Днів зі снігом          | 0,2           | 0,2           | 0             | 0             | 0             | 0             | 0             | 0             | 0             | 0             | 0             | 0,1           | 0,5           |
| Вологість повітря, %    | 46.2          | 43.6          | 36.2          | 25.7          | 21            | 19.9          | 38.8          | 46.6          | 39.4          | 35            | 37.1          | 46.7          | 36.4          |
| ----------------------- | ------------- | ------------- | ------------- | ------------- | ------------- | ------------- | ------------- | ------------- | ------------- | ------------- | ------------- | ------------- | ------------- |
| Джерело: Weatherbase    |               |               |               |               |               |               |               |               |               |               |               |               |               |

## Демографія
Згідно з переписом 2010 року, у місті мешкало 520 116 осіб у 205 390 домогосподарствах у складі 116 159 родин. Густота населення становила 885 осіб/км². Було 229762 помешкання (391/км²).
Расовий склад населення:
| - 69,7 % — білих - 5,0 % — чорних або афроамериканців - 2,9 % — азіатів - 2,7 % — корінних американців - 0,2 % — вихідців з тихоокеанських островів - 15,2 % — осіб інших рас |

До двох чи більше рас належало 4,2 %. Частка іспаномовних становила 41,6 % від усіх жителів.
За віковим діапазоном населення розподілялося таким чином: 23,3 % — особи молодші 18 років, 64,8 % — особи у віці 18—64 років, 11,9 % — особи у віці 65 років та старші. Медіана віку мешканця становила 33,0 року. На 100 осіб жіночої статі в місті припадало 97,9 чоловіків; на 100 жінок у віці від 18 років та старших — 95,9 чоловіків також старших 18 років.
Середній дохід на одне домашнє господарство становив 50 150 доларів США (медіана — 37 149), а середній дохід на одну сім'ю — 59 784 долари (медіана — 46 603). Медіана доходів становила 37 491 долар для чоловіків та 31 902 долари для жінок. За межею бідності перебувало 25,3 % осіб, у тому числі 34,9 % дітей у віці до 18 років та 12,6 % осіб у віці 65 років та старших.
Цивільне працевлаштоване населення становило 229 679 осіб. Основні галузі зайнятості: освіта, охорона здоров'я та соціальна допомога — 25,8 %, мистецтво, розваги та відпочинок — 13,1 %, роздрібна торгівля — 12,2 %, науковці, спеціалісти, менеджери — 11,9 %.

## Транспорт
Громадський транспорт міста представлений численними автобусними маршрутами, що обслуговуються компанією Sun Tran, також з липня 2014 року в місті працює трамвайна лінія, що складається з 6,3 км та має 17 зупинок.
Місто обслуговує Міжнародний аеропорт Тусона, що знаходиться приблизно за 10 км на південь від центру міста.

## Міста-побратими
- Алма-Ата,  Казахстан
- Печ,  Угорщина

## Персоналії
- Еусебіо Кіно (1645-1711) — італійський місіонер, чернець Ордена єзуїтів, астроном, картограф, географ; один із перших дослідників Південного Заходу сучасних США і Мексики; засновник місії неподалік індіанського поселення на місті сучасного Тусона.
- Ендрю Еллікот Дуглас (1867—1962) — астроном та археолог, засновник дендрохронології.
- Маргарет Сенгер (1879—1966) — громадська активістка, засновниця Американської ліги контролю над народжуваністю.
- Глен Кавендер (1883-1962) — американський актор кіно.
- Ерскін Престон Колдвелл (1903—1987) — письменник-прозаїк, представник реалістичного напряму в літературі.
- Джерард Койпер (1905—1973) — нідерландський і американський астроном; відкрив супутники Урана — Міранду (1948) і Нептуна — Нереїду (1949), вуглекислий газ в атмосфері Марса, атмосферу у супутника Сатурна Титана.
- Барт Ян Бок (1906—1983) — астроном, член Національної АН США.
- Стюарт Юдалл (1920—2010) — політик, міністр внутрішніх справ США (1961—1969).
- Рей Бредбері (1920—2012) — письменник-фантаст, лауреат премії «Гросмейстер фантастики» (1985).
- Том Герельс (1925—2011) — професор астрономії і планетарних наук в Університеті Аризони; колишній боєць Руху Опору.
- Едвард Еббі (1927—1989) — письменник, філософ, ідеолог і практик радикальної природоохорони.
- Френк Борман (1928) — колишній астронавт; командир екіпажу «Аполлона-8», що здійснив перший пілотований обліт Місяця 1968 року.
- Сьюзен Зонтаґ (1933—2004) — письменниця, відома критикиня, лауреатка національних і міжнародних премій.
- Ван Кліберн (1934—2013) — піаніст, перший переможець Міжнародного конкурсу імені Чайковського (1958).
- Джон Денвер (1943—1997) — співак, музикант і композитор, громадський активіст.
- Джеррі Брукгаймер (1943) — телевізійний та кінопродюсер.
- Геральдо Рівера (1943) — ведучий, репортер, адвокат і автор.
- Крейг Нельсон (1944) — актор (ситком «Тренер»), лауреат премії «Еммі», чотириразовий номінант на «Золотий глобус».
- Лінда Ронстадт (1946) — вокалістка, музична продюсерка.
- Том Юдалл (1948) — політик, сенатор від штату Нью-Мексико; син Стюарда Юдалла.
- Гаррі Шендлінґ (1949—2016) — актор, комік і письменник, володар премій «Еммі» і БАФТА, номінант на «Золотий глобус».
- Марк Юдалл (1950) — політик, колишній сенатор США.
- Стівен Педдок (1953—2017) — масовий убивця, який 1 жовтня 2017 року вчинив стрілянину по натовпу в Лас-Вегасі, внаслідок чого загинуло 59 осіб, понад 500 — поранено.
- Фет Лівер (1960) — професіональний баскетболіст, гравець національної збірної США.
- Девід Фостер Воллес (1962—2008) — романіст, новеліст, есеїст, філософ; автор роману «Нескінченний жарт» (1996) із списку 100 найкращих англомовних романів XX століття журналу Time.
- Грег Кіннер (*1963) — актор, лауреат премії «Еммі», номінант на премію «Оскар» і «Золотий глобус».
- Стівен Болдвін (*1966) — актор («Звичайні підозрювані»).
- Кейт Волш (*1967) — акторка («Анатомія Ґрей»).
- Ніко Кейс (1970) — співачка, музикантка, композиторка і авторка пісень українського походження.
- Габріель Гіффордс (1970) — політична діячка, третя жінка в історії Аризони, обрана до Конгресу США; дружина астронавта Марк Келлі.
- Джанет Верні (1976) — комедіантка, акторка, сценаристка та продюсерка.
- Кірстен Сінема (1976) — політична діячка, сенаторка США від Аризони; перший відкрито бісексуальний політик, обраний до Конгресу.
- Керрі Страг (1977) — гімнастка, олімпійська чемпіонка (Атланта-1996) та бронзова призерка (Барселона-1992).
- Домінік Крус (1985) — чемпіон світу зі змішаних бойових мистецтв.
- Кріс Кнірім (1987) — фігурист, бронзовий призер Зимової олімпіади-2018 у Пхьончхані.
- Кейтлін Леверенз (1991) — плавчиня, бронзова призерка Олімпіади-2012 в Лондоні.
- Гейлі Болдвін (1996) — модель, телезірка; дочка актора Стівена Болдвіна.